# Алексеев, Валентин Петрович (хоккеист)
Валентин Петрович Алексеев (21 января 1938 — 23 декабря 1974) — советский хоккеист, нападающий и защитник, мастер спорта СССР.

## Биография
Валентин Алексеев начинал играть в 1952 году в команде московского клуба «Спартак», в 1957 году принимал участие в сборах на тренировочной базе «Спартака» в Тарасовке. В 1958—1959 годах выступал за ленинградскую команду СКВО.
В 1959—1966 годах Алексеев выступал за команду «Динамо» (Москва), забросив 37 шайб в 178 матчах чемпионата СССР (по другим данным, 36 заброшенных шайб в 180 матчах). За это время в составе своей команды он четыре раза становился серебряным призёром и один раз — бронзовым призёром чемпионата СССР. Его партнёрами по тройке нападения были Виталий Стаин и Александр Стриганов, а в качестве защитника он играл в паре с Виталием Давыдовым.
Всего в чемпионате СССР по хоккею Алексеев провёл около 230 матчей.
В составе сборной СССР Алексеев сыграл в одной товарищеской встрече против сборной США, которая состоялась 21 января 1964 года и окончилась победой сборной СССР со счётом 12:1. Он также провёл несколько матчей за вторую сборную СССР.

## Достижения
- Серебряный призёр чемпионата СССР — 1960, 1962, 1963, 1964[1][3].
- Бронзовый призёр чемпионата СССР — 1966[1][3].
- Финалист Кубка СССР — 1966[3].